# Correcaminos UAT Victoria
O Correcaminos UAT de Victoria é um clube profissional de basquetebol situada na cidade de Ciudad Victoria, Tamaulipas, México que disputa atualmente a LNBP. Manda seus jogos no Gimnasio Multidisciplinario UAT Victoria com capacidade de 2.200 espectadores.